# 1951 у телебаченні
Список 1951 у телебаченні описує події у сфері телебачення, що відбулися 1951 року.

## Події

### Лютий
- 23 лютого — Початок мовлення нового харківського регіонального державного телеканалу «Харківська ОДТРК».

### Листопад
- 6 листопада — Початок мовлення нового телеканалу «УТ».